# Ладушица
Ладушица е бивше село в Егейска Македония, Гърция, на територията на дем Нестрам, област Западна Македония.

## География
Селото е било разположено между селата Гръче и Чука.

## История
Село Ладушица е било малко българско село, изоставено в размирното време в XVIII век при конфликта на Али паша Янински и други албански феодали с централната власт.